# Kamienica Cieszkowskiego 22 w Bydgoszczy
Kamienica Cieszkowskiego 22 w Bydgoszczy – zabytkowa kamienica w Bydgoszczy.

## Położenie
Budynek stoi na skraju północnej pierzei ul. Cieszkowskiego, w pobliżu ulicy Pomorskiej.

## Historia
Kamienica powstała w latach 1898–1899, według projektu Fritza Weidnera na zlecenie zamożnego rzemieślnika bydgoskiego Vincenta Krause. W 1902 roku kolejnym właścicielem budynku został urzędnik kolejowy Richard Fiedler. 
W latach 1902–1917 oraz w 1929 roku dokonywano przebudowy kamienicy m.in. poprzez rozbudowę skrzydła o dodatkową klatkę schodową, budowę przeszklonych werand i balkonów oraz parterowego skrzydła oficyny.
Stan dzisiejszy budynku to efekt prac konserwatorskich przeprowadzonych w latach 90. XX w. i po 2000 roku.

## Architektura
Czterokondygnacyjny budynek założony jest na planie wieloboku oraz uskokowo cofnięty w głąb parceli. Bryła wzbogacona jest ciągiem przeszklonych werand oraz szczytami. Kamienica posiada wielokrotnie łamaną linię elewacji oraz eklektyczny dobór form secesyjnych i historyzujących. Akcentem fasady jest umieszczona pod maswerkowym baldachimem rzeźba halabardnika – symbolicznego opiekuna i strażnika domu. W narożnym kartuszu umieszczono inicjały „K.V.” pierwszego właściciela budynku, Vincenta Krause.
Elewacje dzielone są gzymsami i zdobione ornamentem o motywach roślinnych. Zwieńczeniem partii zachodniej jest trójlistny szczyt z wiatrowskazem i datą „1899”.

## Galeria

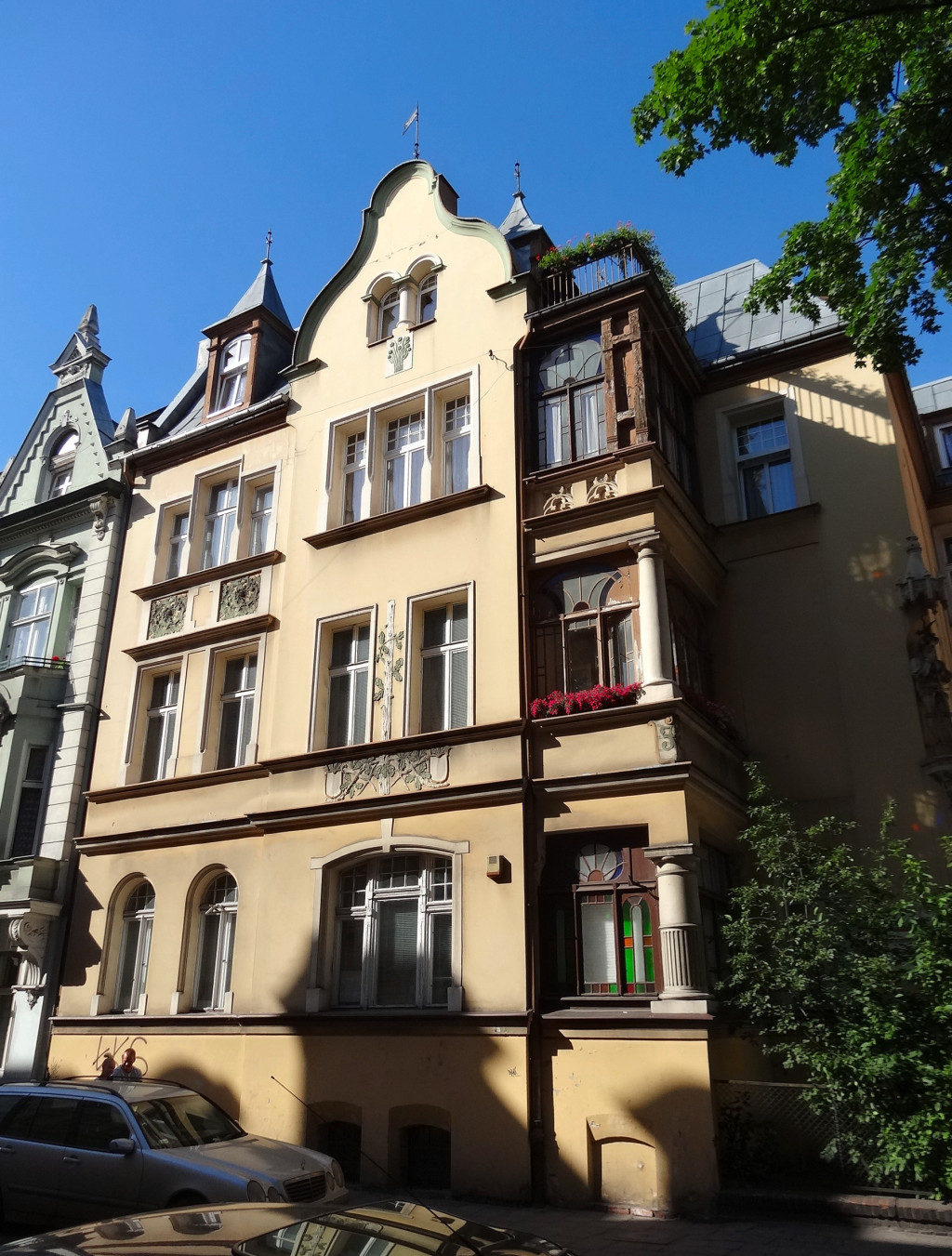
Widok ogólny
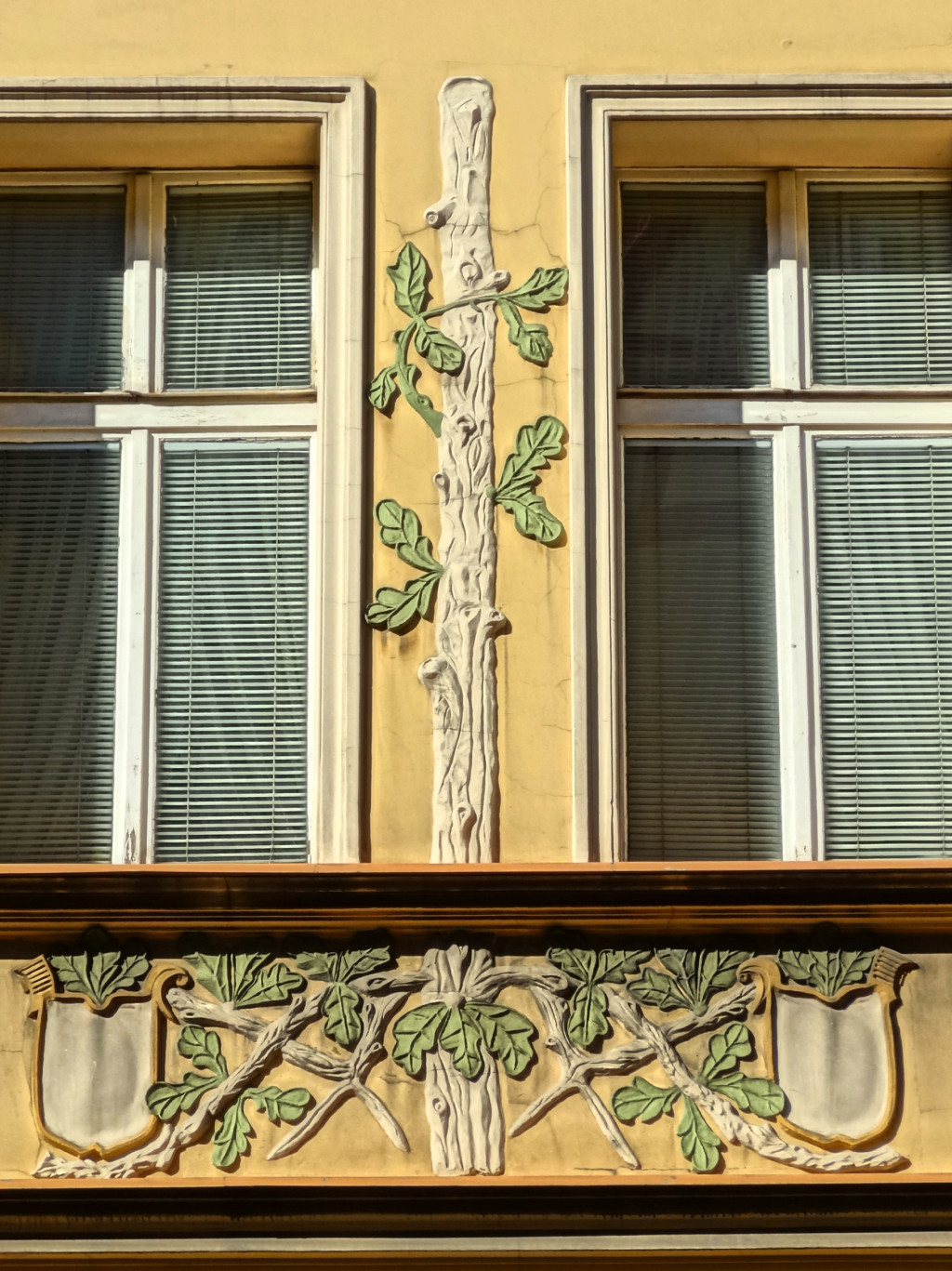
Motywy roślinne
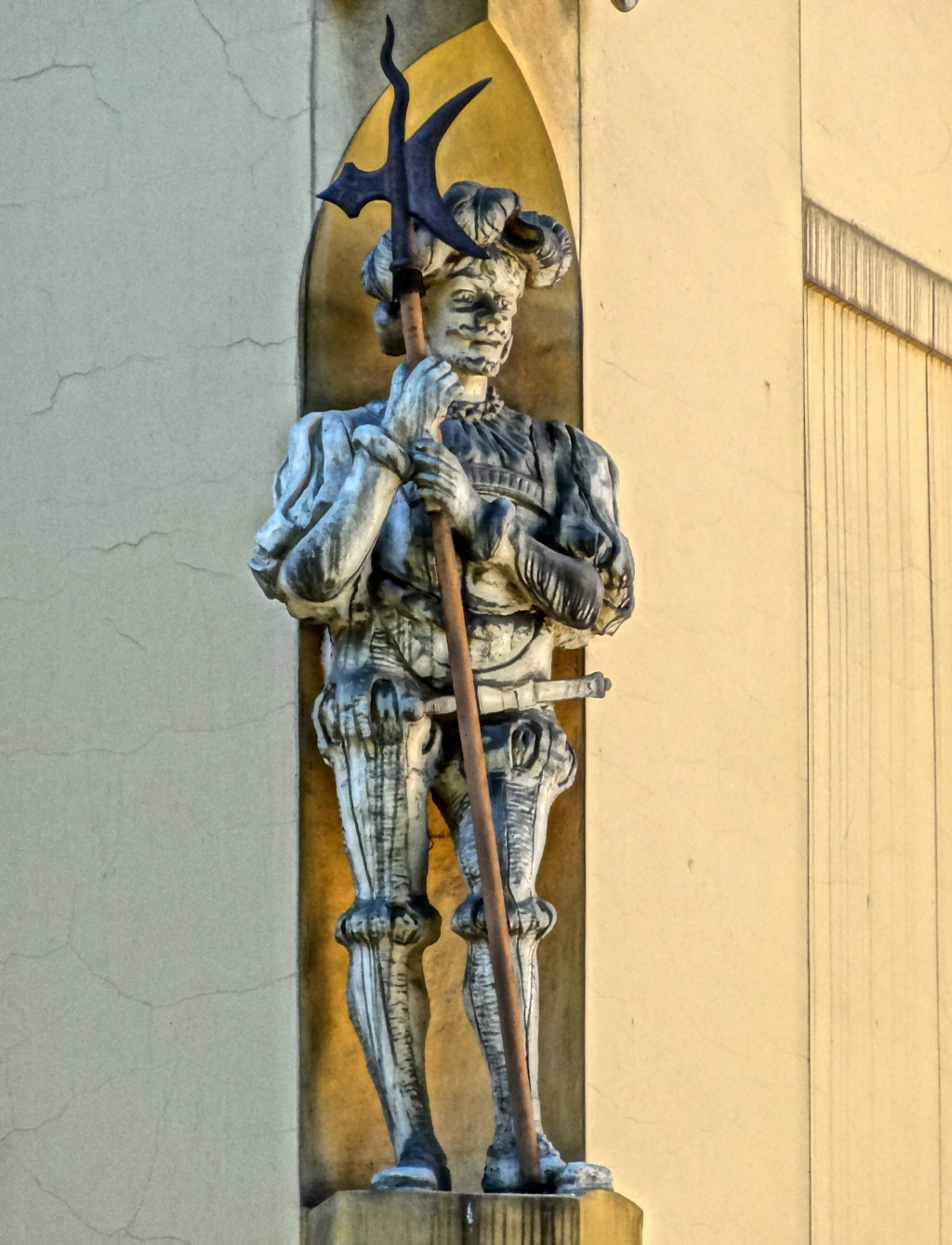
Halabardnik – symboliczny strażnik domu
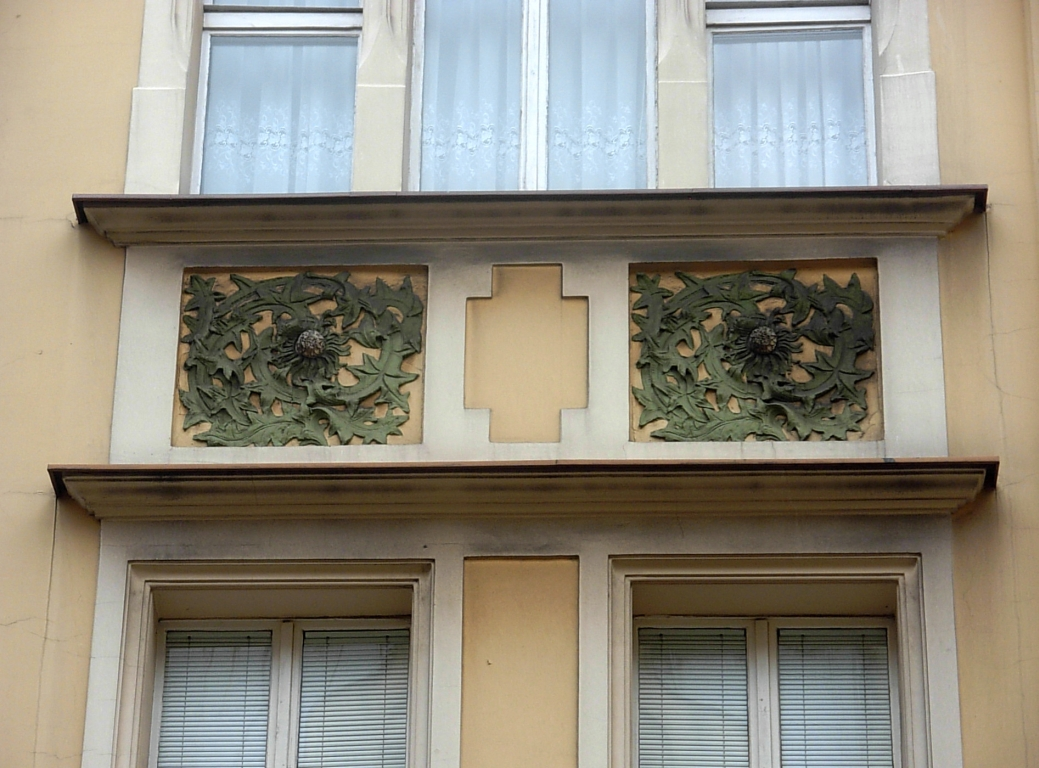
Motyw ostu